# Лаундс (округ, Міссісіпі)
Шаблон:StateAbbr_ 33°28′ пн. ш. 88°26′ зх. д. / 33.47° пн. ш. 88.44° зх. д.
Округ  Лаундс (англ. Lowndes County) — округ (графство) у штаті Міссісіпі, США. Ідентифікатор округу 28087.

## Історія
Округ утворений 1830 року.

## Демографія
За даними перепису 
2000 року 
загальне населення округу становило 61586 осіб, зокрема міського населення було 36998, а сільського — 24588.
Серед мешканців округу чоловіків було 29149, а жінок — 32437. В окрузі було 22849 домогосподарств, 16405 родин, які мешкали в 25104 будинках.
Середній розмір родини становив 3,13.
Віковий розподіл населення поданий у таблиці:
| Стать    | До 15 років | 15-21 | 22-29 | 30-39 | 40-49 | 50-65 | 65-85 | Понад 85 |
| -------- | ----------- | ----- | ----- | ----- | ----- | ----- | ----- | -------- |
| Чоловіки | 7607        | 3056  | 3385  | 4310  | 4160  | 4054  | 2341  | 236      |
| Жінки    | 7090        | 3556  | 3718  | 4785  | 4534  | 4433  | 3593  | 728      |

## Суміжні округи
- Монро — північ
- Ламар, Алабама — північний схід
- Пікенс, Алабама — південний схід
- Ноксабі — південь
- Октіббега — захід
- Клей — північний захід

## Виноски
1. ↑  U.S. Decennial Census. United States Census Bureau. Архів оригіналу за 4 квітня 2018. Процитовано 6 листопада 2014.
2. ↑  Historical Census Browser. University of Virginia Library. Архів оригіналу за 11 серпня 2012. Процитовано 6 листопада 2014.
3. ↑  Population of Counties by Decennial Census: 1900 to 1990. United States Census Bureau. Архів оригіналу за 28 грудня 2014. Процитовано 6 листопада 2014.
4. ↑  Census 2000 PHC-T-4. Ranking Tables for Counties: 1990 and 2000 (PDF). United States Census Bureau. Архів оригіналу (PDF) за 18 грудня 2014. Процитовано 6 листопада 2014.
5. ↑  State & County QuickFacts. United States Census Bureau. Архів оригіналу за 7 червня 2011. Процитовано 4 вересня 2013.(англ.) Наведено за англійською вікіпедією.
6. ↑  American FactFinder. Бюро перепису населення США. Архів оригіналу за 26 лютого 2012. Процитовано 31 січня 2008.

| США | Це незавершена стаття з географії США. Ви можете допомогти проєкту, виправивши або дописавши її. |